# Активні заходи
Активні заходи (рос. активные мероприятия) — дії прихованого або обманного характеру, що здійснювалися з метою здійснення завдань радянської зовнішньої політики[джерело?]. Їх метою був вплив на закордонну громадську думку, а також на дії окремих осіб, державних і громадських організацій. Такі заходи здійснювала Служба А Першого Головного управління КДБ, який працював у тісному контакті з Міжнародним відділом ЦК КПРС.
У широкому сенсі слова під активними заходами розумілися «заходи щодо створення агентурних позицій в таборі противника і його оточенні, веденню оперативних ігор з противником, з дезінформації, компрометації та розкладання сил противника, виведенню на територію СРСР осіб, що становлять оперативний інтерес, з метою отримування розвідувальної інформації і т. д.»
Для здійснення активних заходів застосовувалися такі методи:
- підтримка прорадянських сил (комуністичні партії та деякі інші ліві партії в країнах Заходу, рух за мир). Така підтримка дружніх сил здійснювалася країною і відкрито.
- операції з надання політичного впливу через осіб, що приховують свої зв'язки з розвідкою або нічого не підозрюють, проте грають активну роль в урядових, політичних, ділових, профспілкових, науково-освітніх колах своїх країн, а також в пресі (агенти впливу).
- дезінформація для введення в оману громадської думки чи державних діячів, дискредитації окремих осіб, організацій і політики ворожих країн і їх союзників. А також надання гласності прихованої ними інформації.

## Протидія

### Міжвідомча робоча група з активних заходів
Міжвідомча робоча група з активних заходів (англ. Active Measures Working Group) була створена адміністрацією Президента США Рональда Рейгана в 1981 році. Робоча група була спочатку підпорядкована Державному департаменту а згодом — Інформаційним агентством (англ. United States Information Agency, USIA). Група була створена з ініціативи працівників Державного департаменту з метою ефективнішої протидії радянській пропаганді. Також існують припущення, що робоча група була створена, оскільки фахівці ЦРУ з радянських активних заходів прагнули отримати можливість відкрито поширювати свої знаходки з більшим авторитетом, аніж це могло зробити саме ЦРУ.
Першим секретарем робочої групи був заступник державного секретаря Деніс Кукс (англ. Dennis Kux). До її складу входили представники ЦРУ, ФБР, міністерства оборони, агентства з роззброєння та контролем за обігом зброї, військової розвідки, міністерства юстиції, та інші.
У своїх дослідженнях робоча група не охопила всього спектру активних заходів. Натомість вона зосередила увагу на протидії радянській дезінформації. Робоча група з активних заходів розробила механізми, завдяки яким відстеження радянської дезінформації стала міжвідомчою роботою з протидії дезінформації, а не справою одного лише ЦРУ.
За час свого існування робоча група підготувала та оприлюднила низку відкритих доповідей.